# Signo de Rovsing

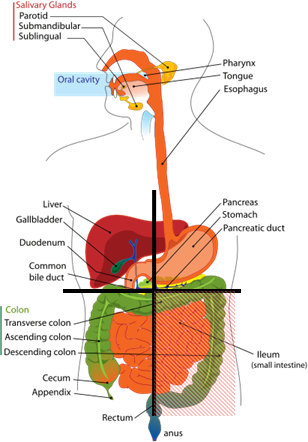
Signo de Rovsing es el dolor que aparece en el cuadrante abdominal inferior derecho, cuando se palpa en el cuadrante abdominal inferior izquierdo.

El signo de Rovsing es un signo que se encuentra durante la exploración física del abdomen y tiene gran importancia en pacientes con dolor abdominal agudo en quien se sospeche de tener apendicitis.
Si la presión en un punto del cuadrante inferior izquierdo del abdomen de una persona causa dolor en el cuadrante abdominal inferior derecho, puede haber un órgano o una porción de tejido inflamado en ese lado derecho. El principal sospechoso es el apéndice, aunque también es posible que otras enfermedades den un Rovsing positivo. Sin embargo, si la presión en el cuadrante izquierdo únicamente causa dolor en este lado o incluso en ambos, se podrían dar otras etiologías de enfermedades que pueden incluir afecciones relacionadas con la vesícula biliar o la vejiga, el útero, el colon descendente izquierdo, las trompas de Falopio, ovarios u otras estructuras.
La explicación de este fenómeno aparentemente paradójico, está en la conducción nerviosa del dolor por los nervios intraabdominales. Son nervios que no localizan el dolor en el sitio de origen. Así cuando el apéndice inflamado irrita al peritoneo, la membrana que recubre al abdomen, el cerebro no es capaz de localizar el dolor en un punto específico, debido a la transmisión nerviosa no-localizada de los nervios que conducen el dolor. Sin embargo, cuando el examinador realiza el signo del rebote sobre el cuadrante inferior izquierdo, éste estira la envoltura peritoneana entera, haciendo que el área irritada del cuadrante inferior derecho (donde está situado el apéndice, manifieste profundo dolor.
La expresión retrógrada del colon descendente, comenzando por la fosa iliaca izquierda, despierta dolor en la derecha, por la distensión gaseosa del ciego inflamado, causando un signo de Rovsing positivo.